# (3305) Ceadams
(3305) Ceadams (1985 KB; 1982 VB11; 1982 UF10; 1977 PJ2; 1968 FL; 1957 WQ) ist ein ungefähr zehn Kilometer großer Asteroid des mittleren Hauptgürtels, der am 21. Mai 1985 vom neuseeländischen Astronomenehepaar Alan C. Gilmore und Pamela Margaret Kilmartin am Mt John University Observatory auf dem Mount John im Mackenzie District in der Region Canterbury in Neuseeland (IAU-Code 474) entdeckt wurde. Er gehört zur Eunomia-Familie, einer Gruppe von Asteroiden, die nach (15) Eunomia benannt ist.

## Benennung
(3305) Ceadams wurde nach Charles Edward Adams (1870–1945) benannt, der im Auftrag der Neuseeländischen Regierung von 1912 bis 1936 Astronom und Seismologe war. Zu seinen zahlreichen Innovationen gehörte die Einführung der P- und Q-Koeffizienten zur Berechnung von Ephemeriden. Er begann mit der Übertragung von Radiozeitsignalen in Neuseeland, war ein Pionier bei der Verwendung der Filmkamera zur astronomischen Zeitmessung und entwickelte eine der ersten Mondkameras zur direkten Messung der Position des Mondes vor Hintergrundsternen. Er war auch für seine Beiträge zur Seismologie bekannt.